# Attache autobloquante
Pour les articles homonymes, voir autobloquant.

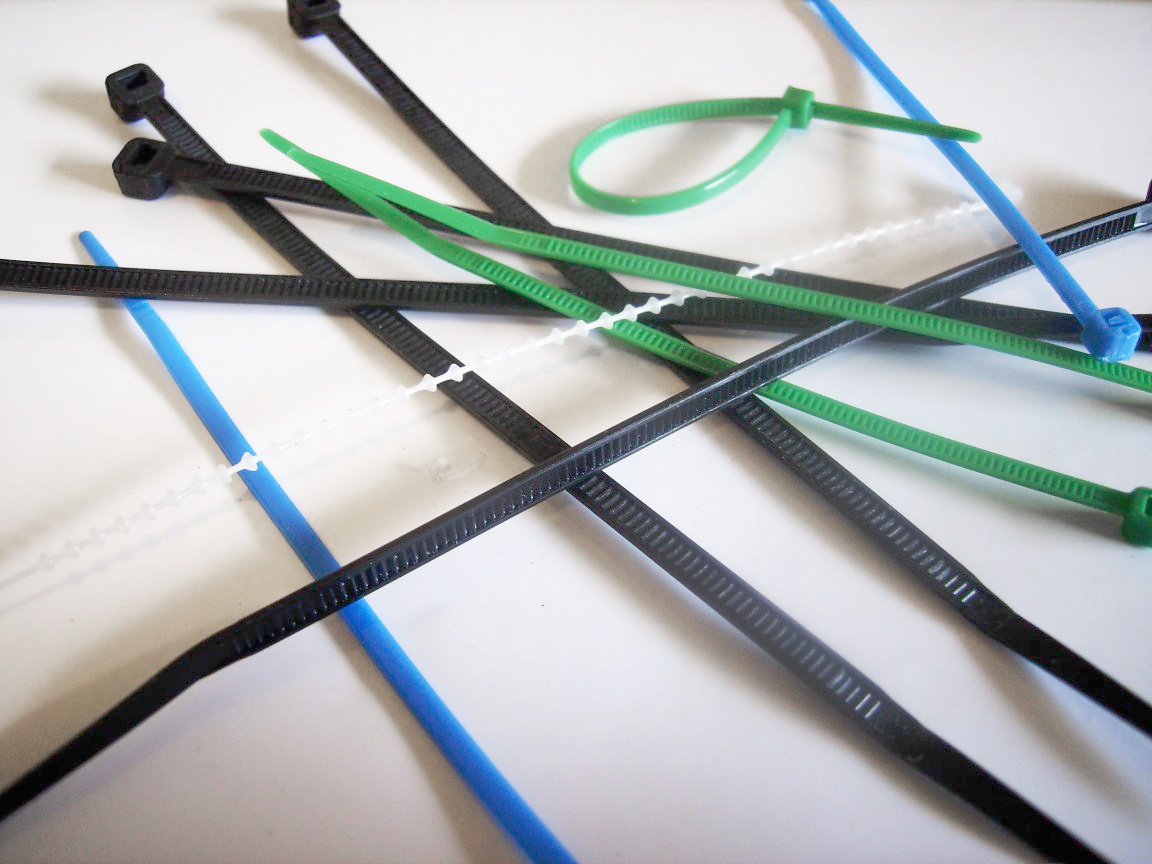
Exemple d'attaches autobloquantes.

Une attache autobloquante ou attache à tête d'équerre, familièrement désignée tie wrap au Québec, Colson en Belgique et collier Colson ; collier Rilsan en France,  est un type de collier de serrage autobloquant en plastique utilisé principalement comme serre-câble, c'est-à-dire pour maintenir des câbles ensemble.

## Histoire
En 1956, Maurus Logan, un employé de Thomas & Betts, eut l'idée d’un collier de serrage, alors qu’il visitait une usine d’avions Boeing. Le  câblage d’un avion comporte des kilomètres de fils, assemblés à l'usine sur des plaques de 50 pieds de long, et fixés par des nœuds de ficelle de frettage cirée en nylon tressé. Ces nœuds étaient étroitement serrés à la main, causant souvent des blessures ou  d’épais cals. Maurus Logan consacra deux années à perfectionner une alternative, effectuant des essais avec divers outils et matériaux. Le 24 juin 1958, un brevet pour le collier Ty-Rap fut déposé. 

## Fonctionnement
Le collier de serrage plastique est constitué d'un ruban plastique suffisamment souple à la flexion pour être rebouclé sur lui-même sur sa longueur mais relativement résistant à la traction pour assurer une fixation solide une fois en place. Il est réalisé en matière synthétique, comme en Rilsan, polyamide ou nylon, par exemple.
Le ruban est généralement constitué sur l'un de ses côtés de dents régulières, en forme de dents de scie. L'une des extrémités du ruban est affinée pour faciliter son insertion alors que l'autre présente une cage à cliquet anti-retour pour accueillir son côté opposé. La cage impose au ruban un mouvement en sens unique vers l'avant : l'insertion est possible mais, une fois la première dent du ruban cliquetée dans le mécanisme, le retrait devient impossible à cause du cliquet anti-retour.
Une fois en place et serré, le collier est solidement ancré et la libération du collier impose bien souvent de le couper.

## Types

### Colliers plastiques simples
Ces colliers sont généralement utilisés pour le montage, la fixation ou le groupement d’éléments souples comme les câbles électriques.
Cette attache est utilisée principalement dans l'industrie électrique et électronique, comme élément de fixation ou de serrage. 

### Colliers plastiques réarmables

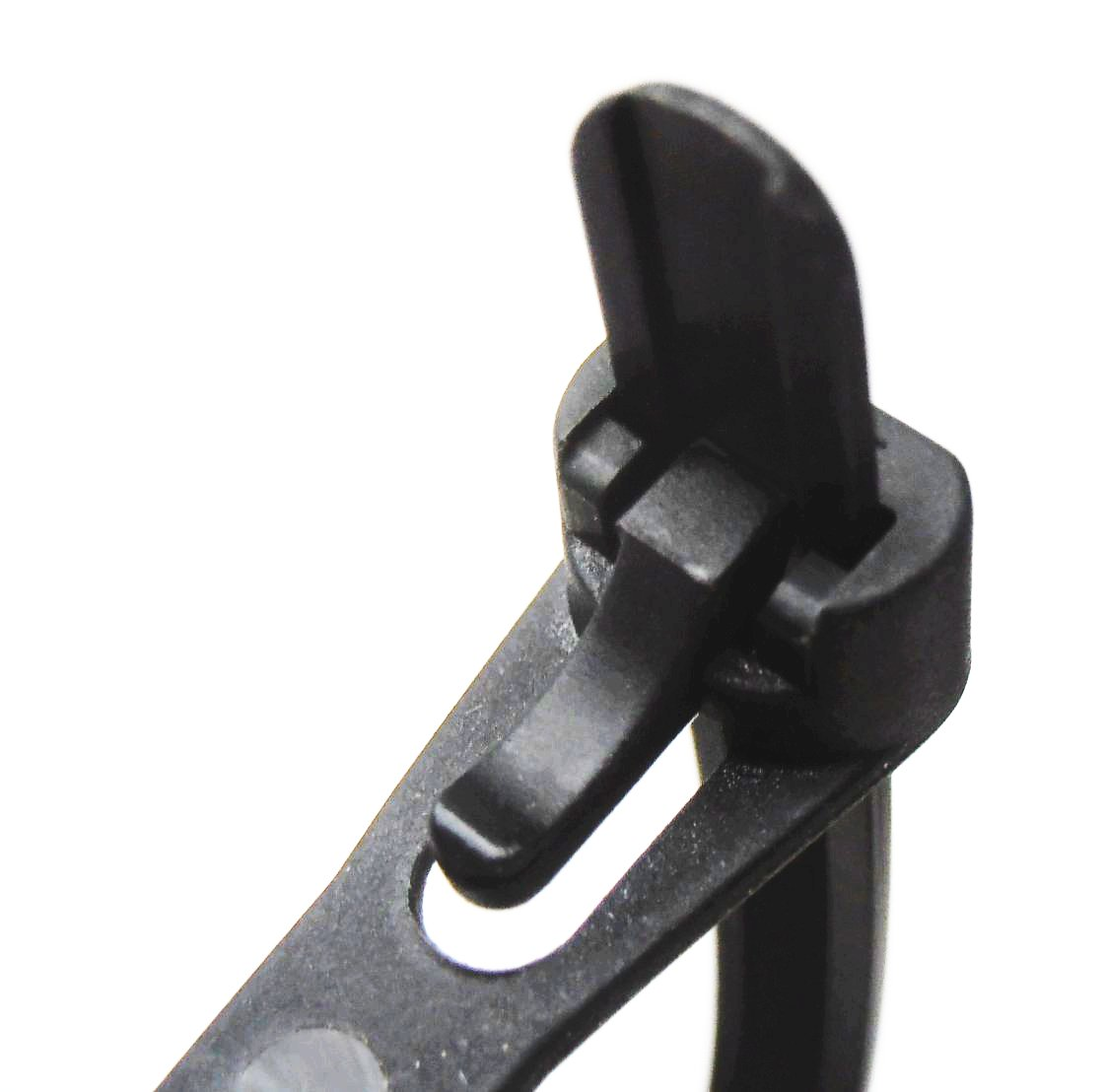
collier de serrage en plastique réutilisable.

Les colliers réarmables sont utilisés dans le domaine du câblage ou dans le domaine domestique où l'ouverture du collier présente un intérêt lorsque le câblage doit être modifié pour ajouter ou retirer un câble. Un ergot permet de déclencher l'ouverture du collier en libérant le cliquet et permet donc de réutiliser le collier plastique sans le couper.

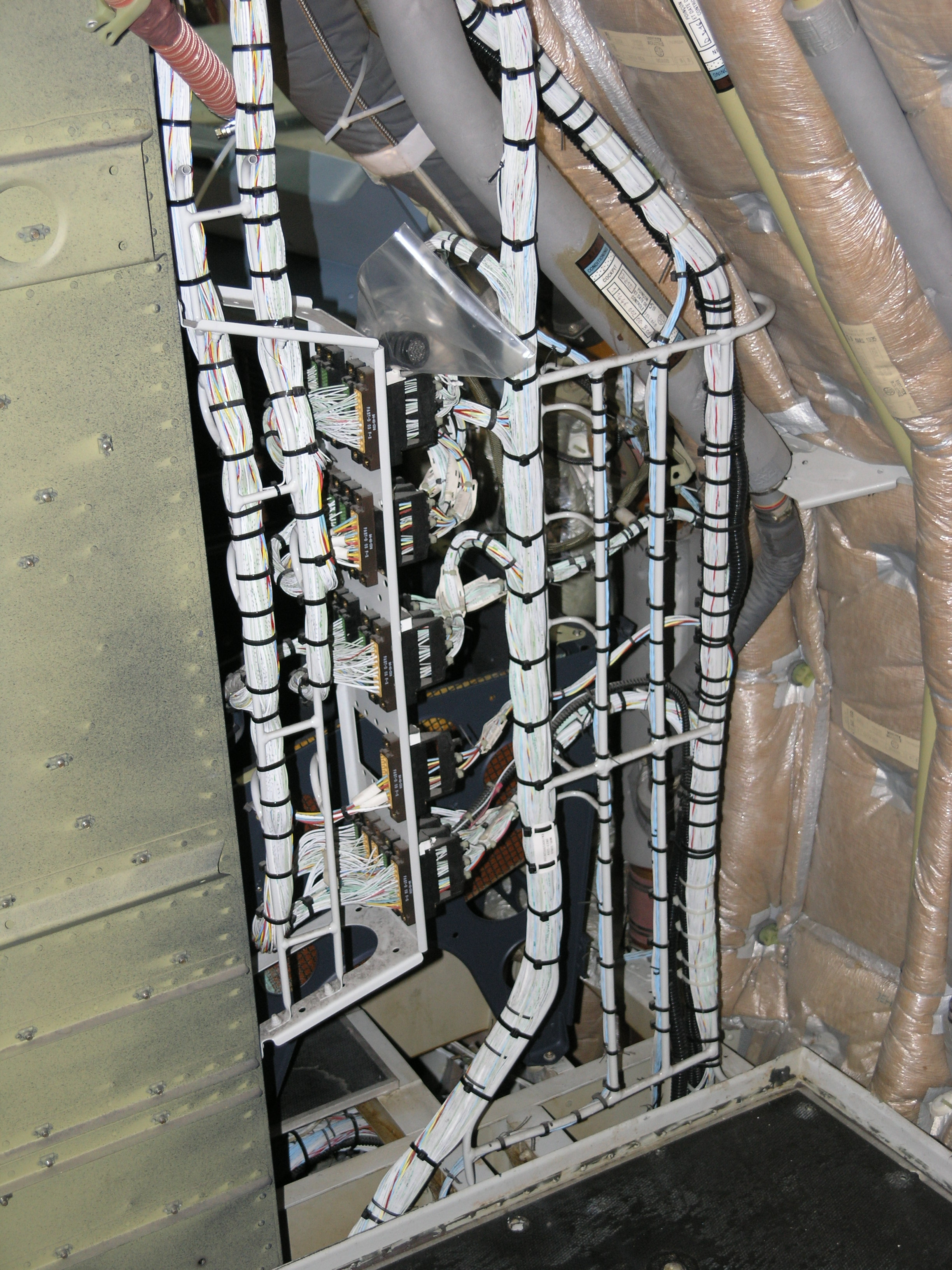
De multiples attaches autobloquantes (de couleur noire) utilisées à bord d'un Airbus A320.

### Colliers plastiques à embase
Ce type de collier est destiné à fixer un tube ou un câble sur un élément structurel tiers comme une surface ou un mur à l'aide d'une embase solidaire du ruban.
L'embase peut être une surface plane tangentielle autocollante, ou encore un aiguillon destiné à être inséré dans une cheville murale par exemple.

### Colliers plastiques porte-étiquette
Les porte-étiquettes pour câbles sont utilisées dans les environnements critiques où chaque câble doit être identifié clairement. L'attache doit être solidaire du câble et ne pas bouger, d'où l'utilisation d'un collier de serrage doté d'une surface d'affichage.
Souvent utilisés dans les salles de serveurs, on y retrouve en général toutes les informations du câble à chaque extrémité de ce dernier (souvent le type de câble, son identifiant unique, son origine et sa destination exacte de connexion).

### Colliers plastiques à vis
Les colliers à vis plastiques reprennent le mécanisme des colliers de serrage métalliques où une vis est utilisée pour le serrage du collier.
Ils sont utilisées dans la fixation de tubes ou d'éléments où le couple de serrage du collier doit être supérieur ou plus précis que celui que peut offrir un collier plastique standard. Le plastique est généralement imposé du fait des contraintes induites par la nature de l'élément à fixer ou de l’environnement (isolation électrique, inertie chimique aux acides, résistance aux environnements salins, etc.).

### Colliers plastiques de scellé
Les colliers plastiques de scellés sont des colliers de serrage dont l'ouverture n'est pas possible sans briser le collier ou le mécanisme de serrage, ils sont utilisés comme éléments de détection des intrusions, pour la protection des preuves ou contre la falsification de systèmes de mesures ou de paiement.
Le « plombage » de protection des compteurs électriques ou autres appareils protégés est désormais remplacé par des colliers plastiques spécifiques et infalsifiables.

### Menottes plastiques rapides

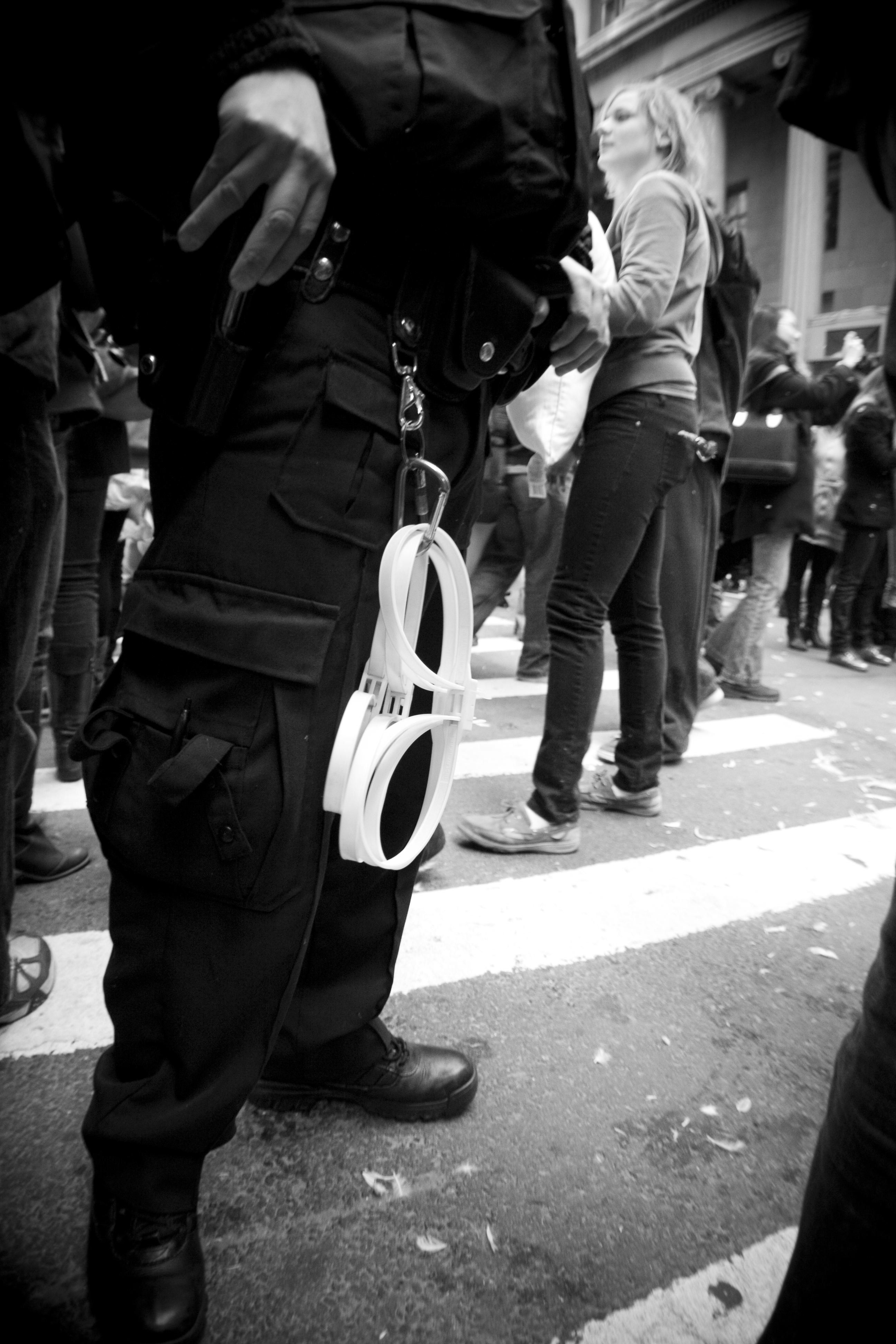
Un policier portant des menottes en plastique.

Les menottes plastiques rapides sont constitués de deux colliers de serrage plastiques symétriques. Elles sont destinées à remplacer les menottes quand leur accès ou leur usage devient difficile.
Les forces de l'ordre de nombreux pays utilisent ces attaches en lieu et place des menottes par exemple lors d'interpellations multiples en cas de manifestations, hooliganisme… en raison de leur coût modique, leur faible masse et encombrement (permettant à un seul agent d'en porter un grand nombre) ainsi que leur rapidité et leur facilité de mise en œuvre. En France, la gendarmerie mobile, les CRS (souvent confrontés aux manifestants) et les groupes d'intervention de type RAID ou GIGN (pour qui la vitesse est un point clé) utilisent quasi exclusivement des colliers de serrage en plastique.

## Autres noms

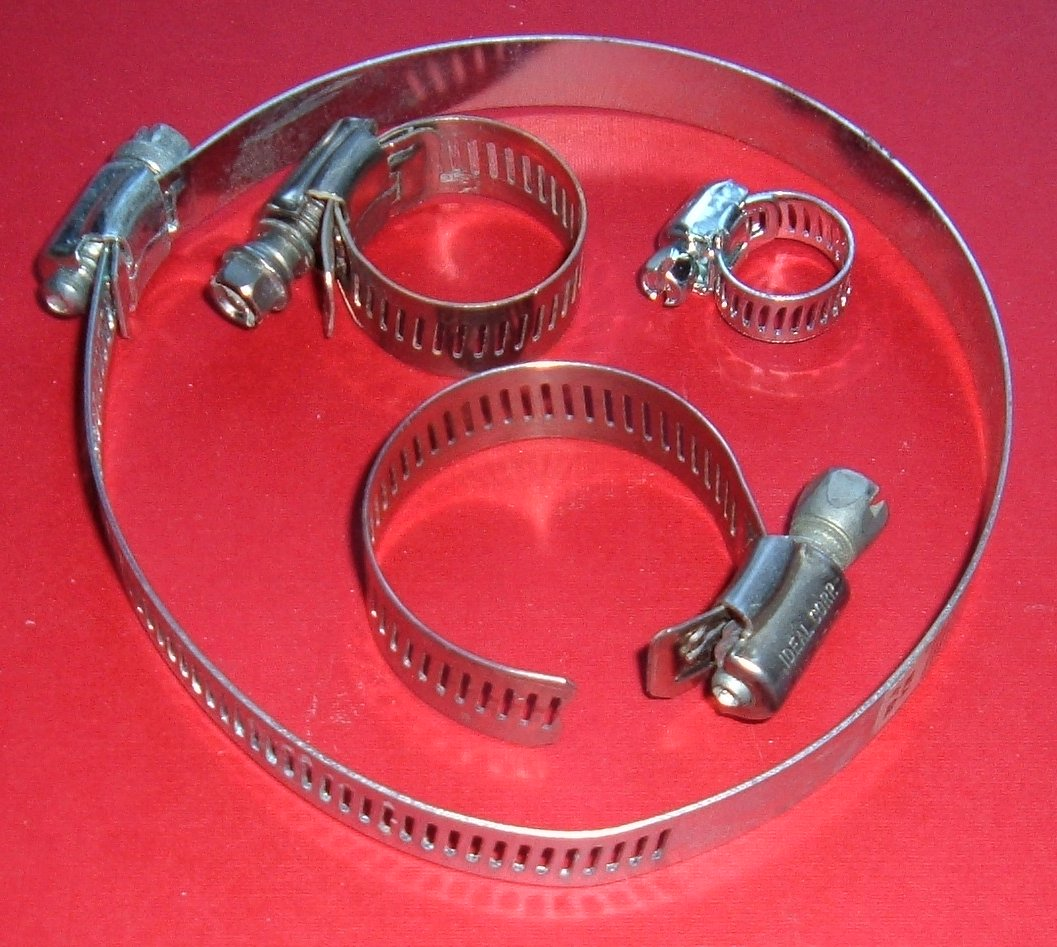
Des colliers métalliques Serflex.

De nombreux noms sont également utilisés par les câbleurs professionnels pour désigner les colliers de serrage en plastique. Ils ont souvent pour origine la marque du produit (antonomase), on retrouve notamment les noms de :
- L'attache pour câbles Ty-RapMD est le premier produit développé[2]
- Colson ou Colring, marques aujourd'hui propriétés de la société française Legrand
- Rilsan, du nom du plastique polymère utilisé pour la fabrication de certains colliers
- Serflex, marque de colliers métalliques à bande et à vis (voir Collier de serrage). Le terme serflex est aujourd'hui employé indifféremment pour parler (à tort) de collier plastiques ou métalliques